# M.F.A.
M.F.A. è un film del 2017 diretto da Natalia Leite.
Pellicola statunitense di genere thriller, sceneggiata da Leah McKendrick.

## Trama
Noelle è una studentessa universitaria d'arte, le cui opere sono abbastanza mediocri e la cui vita sociale è soprattutto incentrata sulla coinquilina Skye, ben più estroversa. Quando inizia a fare amicizia con un altro compagno di corso, Luke, Noelle accetta di andare a una festa a casa sua: dopo un iniziale approccio romantico, Noelle viene stuprata dal ragazzo, il quale si comporta come se fosse tutto normale. La sera successiva, dopo aver confidato l'accaduto a Skye e ad una psicologa che tuttavia sembra non crederle, Noelle torna in quella casa e affronta il suo assalitore, che continua a negare di averla stuprata: ne deriva un alterco fisico in cui Noelle lo uccide inavvertitamente.  
La morte del ragazzo appare accidentale agli occhi di tutti, poliziotti inclusi, tuttavia Noelle viene comunque interrogata: alcuni messaggi testimoniavano avesse un appuntamento con Luke quella sera. Un poliziotto inizia a sospettare di lei.  L'evento mette in atto una serie di cambiamenti in Noelle: la ragazza inizia a sviluppare un nuovo e più convincente stile artistico, ma soprattutto a covare in sé una rabbia contro tutti gli stupratori e una voglia di fare in modo che eventi del genere non capitino più. La studentessa scopre il caso di Shane, ragazza che ha subito uno stupro di gruppo da parte di tre atleti che non sono mai stati puniti nonostante la presenza di un video che dimostrava il fatto. La ragazza riesce a parlare con lei, decide di inserire anche la sua storia nel suo lavoro di tesi, dopo di che procede col punire i responsabili del suo stupro. 
Con il primo, Noelle ricrea completamente la scena dello stupro, finendo per far affogare il ragazzo nel suo stesso vomito; con il secondo, la ragazza entra in casa sua e lo seduce per poi ucciderlo; con il terzo, invece, lo aggredisce mentre fa una doccia in una struttura sportiva: il ragazzo si difende e riesce quasi ad ucciderla, tuttavia Noelle ha la meglio e riesce a completare l'omicidio. La polizia dirama dunque un'allerta nelle college, dando a questo punto per certa la presenza di un serial killer nel campus. Per il suo lavoro di tesi, Noelle inizia inoltre a frequentare un collettivo di ragazze che cercano di combattere i fenomeni di stupro, tuttavia scopre in loro un approccio che non la soddisfa minimamente. Nel frattempo, le prestazioni artistiche di Noelle migliorano enormemente: colleghi e insegnanti sono entusiasti, al punto che viene scelta anche come la studentessa a cui far pronunciare un discorso durante la seduta di laurea.
Un giorno, Noelle scopre che Skye pratica autolesionismo: da questo episodio, Noelle scopre che anche la sua coinquilina ha subito uno stupro molto traumatico, in seguito al quale ha deciso di assumere una nuova identità. Noelle inizia allora a fare una ricerca: sfruttando la sua avvenenza, riesce a distrarre un poliziotto e ad impadronirsi di dati relativi al caso di Skye: in questo modo, scopre l'identità del suo assalitore. Scoperto l'indirizzo di residenza dell'uomo, Noelle lo attira fuori casa con una scusa per poi tramortirlo, rapirlo e portarlo nella palestra del campus. Qui, dopo avergli fatto capire il motivo del rapimento, la ragazza viene quasi sorpresa dalla polizia, allertata da una guardia che ha notato qualcosa di strano. Noelle taglia la gola all'uomo e scappa via, tuttavia nella fretta riesce a mandare la sua vittima in coma ma non a ucciderla.
Il poliziotto che sta seguendo i casi di omicidio interroga quindi Skye, che resta sbigottita davanti alla notizia e collega quanto accaduto alla confessione fatta alla sua coinquilina. Perquisendo la sua stessa camera, Skye trova le prove che Noelle ha sottratto alla polizia: dopo averla affrontata, la ragazza scopre tutto sul recente operato dalla sua coinquilina, la quale comunque le promette che il giorno dopo si sarebbe costituita. La mattina successiva, tuttavia, Noelle scopre che Skye si è suicidata e ha lasciato un biglietto in cui confessa di essere lei la serial killer: la ragazza è disperata, comprende come il suo atto abbia generato conseguenze opposte da quelle che lei aveva intenzione di provocare, ma decide di andare avanti con la sua vita. Proprio durante la seduta di laurea, tuttavia, la sua ultima vittima si sveglia dal coma e fornisce una descrizione della sua assalitrice: la polizia riconosce dunque la figura di Noelle, che viene arrestata immediatamente dopo la fine della cerimonia.

## Distribuzione
Presentato in anteprima al festival South by Southwest del 2017, il film è stato distribuito in sala nei mesi immediatamente successivi.

## Accoglienza
Sull'aggregatore Rotten Tomatoes il film riceve il 80% delle recensioni professionali positive con un voto medio di 6,8 su 10 basato su 25 critiche.

## Riconoscimenti
- 2017 - CineFest - Miskolc International Film Festival
  - Premio del pubblico a Natalia Leite
  - Candidatura all'Emeric Pressburger Prize a Natalia Leite
- 2017 - SXSW Film Festival
  - Candidatura al premio della giuria a Natalia Leite
  - Candidatura al premio Gamechanger a Natalia Leite